# Герідж
Ге́рідж (англ. garage; часто уточнюють — UK garage, також скорочено — UKG) — жанр урбаністичної електронної музики, що виник в середині 1990-х років в східному Лондоні (Іст-Енд) як гібрид американського гаражу під впливом британського драм-н-бейс.

## Опис
За звучанням герідж характеризується темпом близько 138 ударів на хвилину, свінгуючи ритмом, щільними басами, запозиченими з раннього драм-н-бейс, і загальним «розгнузданим» звучанням. Часто герідж супроводжується піснями про кохання в стилі сучасного ар-н-бі і/або тостінгом, в основному, кримінального характеру. Крім того, в геріджі дуже часто зустрічаються такі елементи, як телефонні трелі і «ганшоти» (звуки пострілів). Сам жанр прийнято розділяти на два основні стилі. Власне, початковий варіант — 4/4 (чотири чверті; сюди ж відносять спід-герідж), і подальший гібрид — тустеп. Також виділяють брейкстеп (брейкбіт-герідж). Тустеп-герідж в свою чергу породив два інших гібрида — грайм з домінуванням вокалу та дабстеп з ухилом в інструментальність.